# 후안 세바스티안 엘카노
후안 세바스티안 엘카노(Juan Sebastián Elcano, 1486년/1487년 ~ 1526년 8월 4일 태평양)는 스페인의 탐험가이다. 마젤란 탐험대의 일원일 당시 카르타헤나, 멘도사, 케사다와 함께 마젤란에게 반기를 들었다. 그 중 유일하게 용서받았다.
페르디난드 마젤란이 1521년 4월에 막탄 전투에서 전사하자, 그 선단의 지휘를 물려받아 나머지 탐험대를 이끌고 1522년 9월에 귀국에 성공함으로 사상 최초로 세계일주를 마치게 된다. 스페인 바스크 지방 기푸스코아 주 게타리아 출신이다.

## 어린 시절
엘카노는 1476년 도밍고 세바스티안 델 카노와 그의 아내 칼라티나 델 푸에르도 사이에 태어났다. 그는 세 형제가 있었는데, 가톨릭 사제인 도밍고 엘카노 2세, 마르틴 페레즈 엘카노, 그리고 안톤 마르틴 엘카노였다.
엘카노는 이탈리아 전쟁에서 곤살로 데 코르도바의 지휘를 받으며 이태리에서 싸웠다. 1509년에 그는 프란시스코 지메네즈 데 시스네로스가 알제에 대항해서 조직한 스페인 탐사대에 합류했다.
엘카노는 세비야에 정착을 해서, 상선주가 되었다. 스페인 법을 어겼기 때문에, 빚에 대한 변제로 제노바의 은행에 배를 압류당했고, 스페인 카를로스 1세(카를 5세)에게 사면을 요청했다. 동인도로 가는 마젤란 탐사대에 종속된 관리로서 서명을 하는 조건이었다.

## 세계일주 항해

마젤란-엘카노 탐사대의 항로

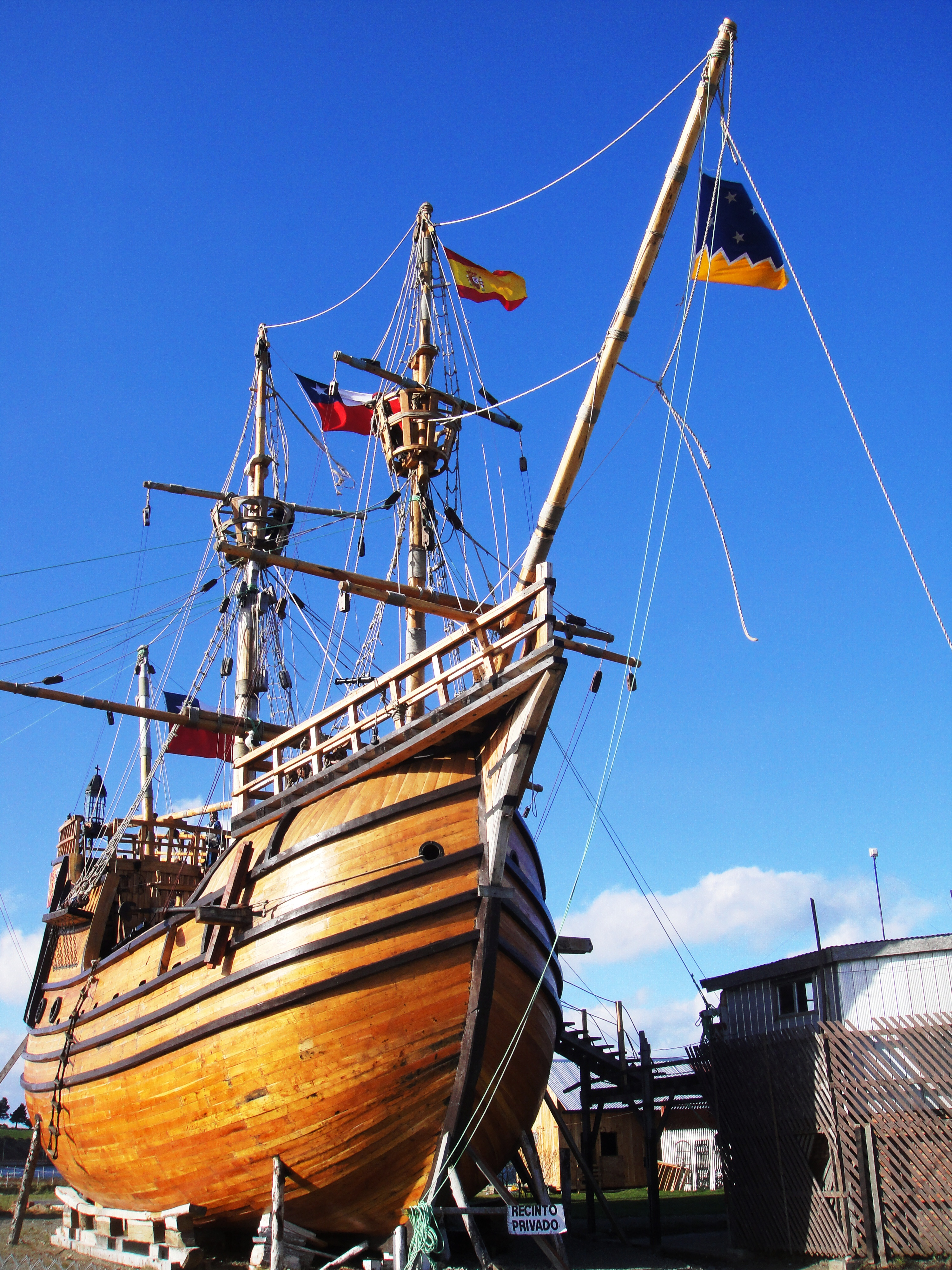
빅토리아 호, 엘카노의 배 복제품, 푼타아레나스

엘카노는 서회항로 개척을 위한 마젤란 탐사대에 참여했다. 탐험대는 5척의 배 〈콘셉시온 호〉, 〈산안토니오 호〉, 〈산티아고 호〉, 〈트리니다드 호〉, 그리고 〈빅토리아 호〉였으며, 240명이 탑승하였다. 1519 9월 20일에 이들은 서회항로 개척을 위해 산루카 항을 출발하여 대서양을 건너서 남미대륙을 향했다.
1520년 4월 2일, 마젤란에 대항한 선상반란이 발생하였는데 엘카노도 반란세력에 동참했다. 반란은 실패하였고, 진압에 성공한 마젤란은 주모자들만 처벌한후 엘카노를 용서하였다. 멜카노는 5개월 간의 고된 노역형을 마친 후, 갈레온 선의 선장이 되었다. 이후 〈산티아고 호〉는 폭풍으로 파손되었다. 함대는 대서양을 건너 브라질의 동해안까지 항해를 했고, 아르헨티나의 푸에르토 산 훌리안으로 입항했다. 몇 일 후 그들은 남미의 남단에 있는 현재의 마젤란 해협이라는 통로를 발견했고, 그 해협을 통과했다. 산 안토니오에 있는 선원들이 반란을 일으켜서 스페인으로 돌아갔다. 
1520년 11월 28일, 세 척의 배는 다시 태평양으로 항해를 시작했고, 19명의 사병이 1521년 3월 6일 괌에 도착하기 전에 사망을 했다. 로타섬 인근의 충돌로 마젤란과 엘카노는 물과 식량을 보급하지 못했고, 결국 충분한 보급을 한 후에 필리핀으로 여행을 계속했다. 그리고 그곳에서 몇 주를 머물면서, 스페인 제국과 필리핀섬 원주민들과 밀접한 교류를 했다. 그는 세부섬의 원주민들을 기독교로 개종하는데 참여를 하여 막탄섬의 부족 간 충돌에 휘말렸다. 
1521년 4월 27일, 마젤란이 막탄 전투에서 사망했고, 스페인 제국군은 패배를 했다. 살아남은 탐사대는 누가 마젤란의 뒤를 이을 지 결정하지 못했다. 최총적으로 통합 함대의 사령관으로 선출된 이는 두아르테 바르보사와 후앙 세르랑이었다. 그러나 4일도 지나지 않아 그들 두 사람은 라자 후마본이 주최한 연회에서 모두 독살을 당한다. 뜻하지 않은 재앙에 흔들린 선교사 후앙 로페즈 데 카르발로는 함대의 지휘를 맡아서, 필리핀 군도를 통과하면서 종잡을 수 없는 항해를 한다.
마젤란 사망 후 이 여섯 달 간의 굼뜬 여행을 통해, 몰루카 제도에 도착하기도 전에, 선원들은 카르발로의 미약한 지도력에 환멸을 느꼈기 때문에 엘카노의 입지는 커졌다. 빅토리아 호와 트리니다드 호는 11월 6일 마침내 선교의 목적지, 몰루카 제도에 도달하였다. 이 항구에서 재보급을 받았고, 정향유와 향신료 등 귀중한 화물을 채웠다. 12월 18일, 그 배는 떠날 준비가 끝났다. 그러나 트리니다드 호는 선체가 침수되어 수리가 불가능했다. 카르발호는 다른 52명과 함께 이후에 귀환하길 희망하며 그 배와 함께 잔류하였다.
17명의 유럽인 생존자들과 240명의 탐사대와 31명의 티모르인 생존자 중 4명은 스페인을 향해 인도양과 대서양을 횡단하여 계속 서진을 했다. 그들은 결국 1522년 9월 6일에 산루카르 데 바르라메다 항구에 도달착 할 수 있었다.
이탈리아의 학자 안토니오 피가페타는 마젤란과 엘카노 탐사대의 승무원이었다. 그는 탐사대의 사건에 대해 여러 개의 문서를 썼다. 피가페타에 따르면 그 항해는 약 81,449km를 완주한 것이었다.

### 영예
엘카노는 스페인의 카를로스 1세(카를 5세)로부터 Primus circumdedisti me(라틴어로 그대는 세상을 돌아 내게로 처음 왔다.)라는 모토가 씌여진 둥근 구 문장과 연금을 수여받았다.

## 로아이사 탐사대
1525년, 엘카노는 바다로 다시 돌아와서 로아이사 탐사대의 일원이 되었다. 그는 가르시아 데 로아이사와 함께 선장으로 임명되었다. 로아이사는 일곱 척을 지휘하고 있었고, 스페인 카를로스 1세(카를 5세) 국왕을 위해 동인도를 자신들의 영토로 주장하기 위해 파견되었다. 엘카노와 로아이사 두 사람과 그리고 많은 다른 선원들이 태평양에서 영양실조로 사망했지만, 생존자들은 목적지에 도달했으며, 그들 중 소수만이 스페인으로 돌아올 수 있었다.

## 가족사
엘카노는 결혼을 하지는 않았지만, 마리아 헤르난데즈 데르니알데와의 사이에 도밍고 엘카노라고 이름을 붙인 아들이 있었다. 그리고 그것을 유언장에 적자로 인정하였다. 1572년, 스페인 펠리페 2세 국왕의 50주년 항해를 기념하기 위해, 엘카노의 아들을 세습가능한 부글라스의 백작(Marques de Buglas)이라는 칭호를 내렸다.

## 기타 창작물
탐험왕 엘카노&마젤란: 위대한 첫 번째 항해는 엘카노를 주인공으로 한 스페인의 애니메이션이다. OST를 라 오레하 데 반 고흐가 작업했다.

## 사진첩

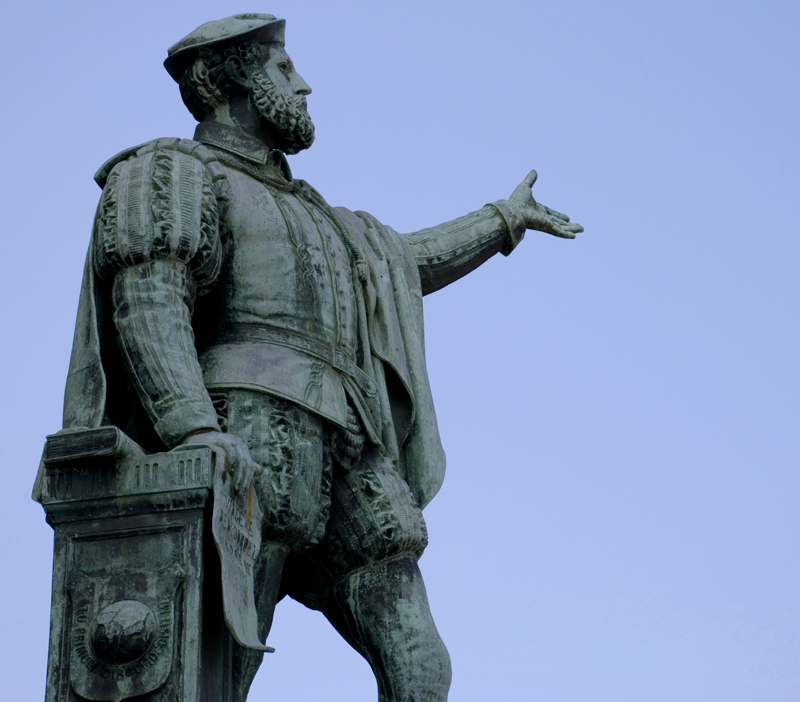
후안 세바스티안 엘카노의 동상 (스페인)
마젤란이 세계 일주를 작정하지 않고 중도에 죽었지만 그는 엘카노보다 훨씬 더 유명하다.

## 같이 보기
- 안토니오 피가페타
- 페르디난드 마젤란